# Namaquarachne angulata
Namaquarachne angulata är en spindelart som beskrevs av Griswold 1990. Namaquarachne angulata ingår i släktet Namaquarachne och familjen Phyxelididae. Inga underarter finns listade i Catalogue of Life.